# Райе (лунный кратер)
Кратер Райе (лат. Rayet) — крупный ударный кратер в северном полушарии обратной стороны Луны. Название присвоено в честь французского астронома Жоржа Антуана Пон Райе (1839—1906) и утверждено Международным астрономическим союзом в 1970 г. Образование кратера относится к позднеимбрийскому периоду.

## Описание кратера

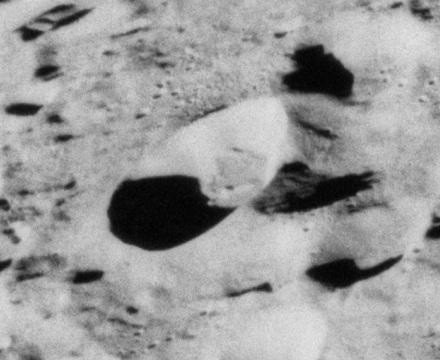
Снимок кратера с борта Аполлона-16.

Ближайшими соседями кратера являются кратер Петри на западе; кратер Милликен на востоке-северо-востоке; кратер Уэллс на юго-востоке и кратер Сисакян на юго-западе. Селенографические координаты центра кратера 44°39′ с. ш. 114°30′ в. д. / 44,65° с. ш. 114,5° в. д., диаметр 27,8 км, глубина 2 км.
Кратер имеет близкую к циркулярной форму с выступом в восточной части. Вал с четко очерченной острой кромкой и гладким внутренним склоном с высоким альбедо. У подножия юго-западной части внутреннего склона видны следы обрушения. Высота вала над окружающей местностью достигает 880 м, объем кратера составляет приблизительно 480 км³. Дно чаши сравнительно ровное, в восточной части чаши расположен дугообразный хребет примыкающий к небольшому округлому центральному пику.

## Сателлитные кратеры

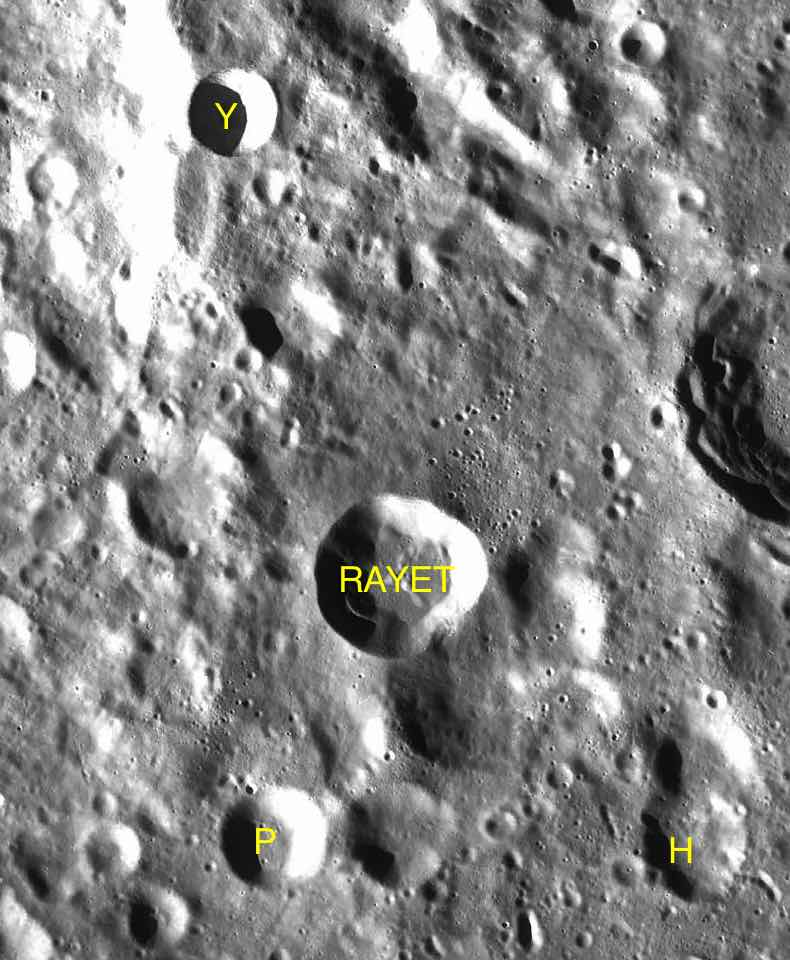
Фрагмент карты LAC-30.

| Райе | Координаты                                             | Диаметр, км |
| ---- | ------------------------------------------------------ | ----------- |
| H    | 43°12′ с. ш. 116°49′ в. д. / 43,2° с. ш. 116,82° в. д. | 18,4        |
| P    | 43°12′ с. ш. 113°38′ в. д. / 43,2° с. ш. 113,64° в. д. | 18,5        |
| Y    | 47°12′ с. ш. 113°04′ в. д. / 47,2° с. ш. 113,06° в. д. | 14,8        |